# Carl Abbott
Carl John Abbott (* 3. Dezember 1944 in Knoxville, Tennessee) ist ein US-amerikanischer Historiker und Urbanist.

## Leben
Abbott studierte am Swarthmore College (B.A. 1966) sowie an der University of Chicago (M.A. 1967; Ph.D. 1971). Seine Lehrtätigkeit begann er 1971 als Assistenzprofessor an der University of Denver. Von 1972 bis 1978 lehrte er an der Old Dominion University, seit 1978 bis heute am Institut für Urbanistik der Portland State University. Sein Forschungsschwerpunkt ist die amerikanische Stadtbaugeschichte, besonders die des Westens und Mittelwestens.

## Werke
- Colorado: The History of the Centennial State. Colorado Associated University Press, Boulder 1976. 5, erweiterte Ausgabe (mit Stephen Leonard and Tom Noell): University of Colorado Press, Boulder 2013, ISBN 9781607322269.
- The Great Extravaganza: Portland and the Lewis and Clark Exposition. Oregon Historical Society, Portland 1981, ISBN 0875950884.
- Boosters and Businessmen: Popular Economic Thought and Urban Growth in the Antebellum Middle West. Greenwood Press, Westport CT 1981, ISBN 0313225621.
- The New Urban America: Growth and Politics in Sunbelt Cities. University of North Carolina Press, 1981. 2., Revidierte Ausgabe 1987, ISBN  0807841803.
- Portland: Planning, Politics, and Growth in a Twentieth Century City. University of Nebraska Press, Lincoln NE 1983, ISBN 0803210086.
- Urban America in the Modern Age, 1920 to Present. H. Davidson, Arlington Heights IL 1987. 2., erweiterte Ausgabe 2007, ISBN 9780882952475.
- The Metropolitan Frontier: Cities in the Modern American West. University of Arizona Press, Tucson 1993, ISBN 0816511292.
- Political Terrain: Washington, D.C., from Tidewater Town to Global Metropolis. University of North Carolina Press, Chapel Hill 1999, ISBN 080782478X.
- Greater Portland: Urban Life and Landscape in the Pacific Northwest. University of Pennsylvania Press, Philadelphia 2001, ISBN 0812236122.
- (mit William L. Lang u. a.): Two Centuries of Lewis and Clark: Reflections on the Voyage of Discovery. Oregon Historical Society Press, Portland 2004, ISBN 0875952887.
- Frontiers Past and Future: Science Fiction and the American West. University Press of Kansas, Lawrence KS 2006, ISBN 0700614303.
- How Cities Won the West: Four Centuries of Urban Change in Western North America. University of New Mexico Press, Albuquerque 2008, ISBN 9780826333148.